# 尼卡·埃加泽
尼卡·埃加泽（2002年4月2日—），格鲁吉亚男子花样滑冰运动员，2021年奥地利杯男子单人滑金牌得主、2022年丹尼斯·丁纪念挑战赛男子单人滑金牌得主、2023年丹尼斯·丁纪念挑战赛男子单人滑银牌得主、2024年丹尼斯·丁纪念挑战赛男子单人滑铜牌得主、2024年全国花样滑冰锦标赛男子单人滑金牌得主。